# 文豪Stray Dogs
《文豪Stray Dogs》（日语：／ Bungō sutoreidoggusu */?）是由朝霧卡夫卡（原作）、春河35（作畫）共同創作的日本漫畫。於角川書店旗下的《Young Ace》2013年1月號開始連載。

## 概要
本作是以世界上的知名文豪與其作品為原型，在架空的現代都市橫濱，使用異能力戰鬥的故事。
於2014年第九回全國書店店員票選推薦漫畫中排名第11位。截至2025年2月，本系列已售出超過 1600 萬冊。
2015年8月，宣佈決定製作電視動畫，第1季電視動畫於2016年4月至6月播出；第2季於2016年10月至12月播出；第3季於2019年4月至6月播出。2018年3月3日上映劇場版文豪Stray Dogs DEAD APPLE。2021年11月7日宣布第4季製作，於2023年1月至3月播出。第5季於同年7月至9月播出。
Q版漫畫《文豪Stray Dogs 汪！》（日語：文豪ストレイドッグス わん!）於2020年9月30日公布動畫初視覺圖，於2021年1月播出。

## 故事大綱
被孤兒院趕出的少年中島敦恰巧撞見正在鶴見川「入水自殺」的武裝偵探社社員太宰治並把他救出、再一同解決「食人虎事件」後被推薦加入武裝偵探社。隨後陸續有港口黑手黨成員試圖綁架敦，原來敦在國外異能組織「組合」的要求下被懸賞70億。

## 登場人物
- 參考資料：[4]

### 武裝偵探社
武裝偵探社（／，Armed Detective Agency），遊走在白晝與黑夜世界之間，一統黃昏的武裝集團，專門處理警察和軍方無法接手的危險事件，一般以兩人一組的形式執行委託。為「三刻構想」的「黃昏」部分。
中島敦（Nakajima Atsushi）
聲優：上村祐翔／Lynn〈幼年〉（日本）；賈文安（台灣），演員：鳥越裕貴
年齡：18，生日：5月5日，身高：170cm
本作主角，自幼在孤兒院長大。異能力覺醒後，每逢滿月便會無意識變身為白虎肆意破壞，因此被孤兒院驅逐，貧困窘迫之際，被偵探社收留。
能力名：月下獸
能變身為白虎，擁有極強破壞力和再生能力，但變身時無法自控且事後對行動毫無記憶。現在透過社長的「不造人上人」，已經能夠自行控制虎化的部位並強化身體的能力。
衍生技能
月下獸·半人半虎
維持人形狀態，身體局部虎化的戰鬥形態，具備高機動性與異能強化效果。
月下獸羅生門·虎叢
中島敦與芥川龍之介的合體技，以「月下獸」變化出的虎之手臂纏繞上芥川的異能「羅生門」的「叢」，而形成具備強力貫穿與撕裂力的合體攻擊。
月下獸羅生門·黑虎絕爪
中島敦與芥川龍之介的合體技，以「月下獸」半人半虎形態下纏繞芥川異能「羅生門」所形成的「黑衣」，構成能進行空間跳躍、無視物理防禦，並大幅延伸攻擊範圍的合體攻擊，被稱為「連物理裝甲與異能皆能撕裂的無法防禦之神刃」。
原型為日本小說家中島敦及其作品《山月记》。
太宰治（Dazai Osamu）
聲優：宮野真守，演員：多和田秀彌→田淵累生
年齡：22，生日：6月19日，身高：181cm
現為武裝偵探社成員，與國木田獨步為工作上的搭檔。
原為港口黑手黨成員，歷代最年輕的幹部，曾擔任直屬首領遊擊部隊的領導者，後叛逃組織。中原中也的搭檔，討厭並信任著對方，對彼此的想法和戰鬥習慣都了如指掌。芥川龍之介的上司兼導師。
14歲時因自殺未遂接受治療，期間結識森鷗外，並親眼目睹對方殺害先代首領。15歲時在擂鉢街邂逅「羊」之王中原中也，兩人聯手解決「荒霸吐」事件後，正式加入港口黑手黨。
16歲時結識了織田作之助，並推薦他進入港口黑手黨工作；在「暗殺王事件」中成功取得中原中也的指示式，兩人合力斬殺魔獸；隨後於「龍頭抗爭」中一戰成名，一夜之間殲滅敵方據點，而被譽為黑社會最兇惡二人組，俗稱「雙黑」（双黑）。戰後，在處理戰死成員的後事期間，結識了坂口安吾，三人於Lupin酒館結成「無賴派」。
17歲時於晉升幹部當天收留了芥川龍之介。18歲時從港口黑手黨叛逃。在異能特務科以及小栗蟲太郎的幫助下潛伏兩年洗掉前科，20歲時通過「蒼之使徒」事件的入社試驗後加入偵探社。自稱是被森鷗外驅逐，認為自己的存在對森鷗外而言是極大的威脅，曾以「太宰死時黑手黨的秘密將被公諸於世」威脅黑手黨。即便離開了黑手黨4年，幹部的位置仍然保持空缺。
能力名：人間失格
能透過觸碰使對方的異能力失效化，並且本人免疫所有異能力，屬於被動性異能，對特異點無效。只有在心臟停止跳動時，異能力才會失效。
原型為日本小說家太宰治及其作品《人間失格》。
國木田獨步（Kunikida Doppo，聲：細谷佳正（日本）；王辰驊（台灣），演員：輝馬）
年齡：22，生日：8月30日，身高：189cm
活在現實裏的理想主義者，同時也是追逐理想的現實主義者。隨身帶著封面寫著「理想」二字的筆記本，喜歡將所有事情規劃好記錄於其中。原為一名數學老師。
能力名：獨步吟客
消耗手帳本的紙頁，將書寫內容實體化，但僅限尺寸小於手帳本本體的物品。
原型為日本小說家國木田獨步及其曾用筆名獨步吟客。
江戶川亂步（Edogawa Ranpo，聲：神谷浩史（日本）；蔣鐵城（台灣），演員：長江崚行）
偵探社中的名偵探，能夠一眼看破真相，至今為止沒有他解決不了的疑難案件。
幼時便展現遺傳自雙親的聰穎，不過本人十分堅持自己是異能力者，認為勤勤懇懇地調查不是名偵探會做的事。
能力名：超推理
只要看一眼便能瞬間看破真相。雖然本人認為這是異能力，但其實只是腦袋好而已。要帶著社長給的眼鏡才能發動。
與謝野晶子（Yosano Akiko，聲：嶋村侑（日本）；楊詩穎（台灣），演員：今村美步）
谷崎潤一郎（Tanizaki junichiro，聲：豐永利行，演員：桑野晃輔）
宮澤賢治（Miyazawa Kenji，聲：花倉洸幸（日本）；喬資淯（台灣），演員：堀之內仁）
福澤諭吉（Fukuzawa Yukichi）
聲優：小山力也／梶田大嗣〈少年〉，演員：和泉宗兵
年齡：45，生日：1月10日，身高：186cm
武裝偵探社的社長，武術高手，國木田獨步的武道老師。
曾在夏目漱石的命令下，擔任黑巿醫生森鷗外的保鑣。
能力名：人上人不造
能調整部下異能力的力量，讓其能更穩定地控制自身的異能力。僅對通過偵探社入社測試的成員有效。
原型為日本教育家福澤諭吉及其作品《勸學篇》。
泉鏡花（Izumi Kyouka，聲：諸星堇（日本）；張乃文（台灣），演員：桑江咲菜）
年齡：14，生日：11月4日，身高：148cm
現為武裝偵探社成員，原為港口黑手黨暗殺者，後叛逃組織。
能力名：夜叉白雪
可召喚出手持二人奪的異形「夜叉」，為自律性異能，鏡花本人無法自由操控，僅聽從手機中傳達的指令。此異能原為鏡花母親所持有。
原型為日本小說家泉鏡花及其戲曲《夜叉池》。
谷崎奈緒美（Tanizaki Naomi，聲：小見川千明，演員：齋藤明里）
年齡：18，生日：12月10日
武裝偵探社事務員，無異能力者。谷崎潤一郎的妹妹。在校學生，在中島敦入社測試時，擔任人質角色。
原型為谷崎潤一郎小說《痴人之愛》中的角色。
春野綺羅子（Haruno Kirako，聲：美名）
武裝偵探社事務員（漫畫）／社長祕書（動畫版），無異能力者。飼養著一隻叫「小咪」的三花貓。
原型為谷崎潤一郎小說《痴人之愛》中的角色。
田山花袋（Tayama Katai）
聲優：鈴村健一，演員：大石樹
年齡：23，生日：1月22日，身高：175cm
前武裝偵探社成員，目前隱居在家裏，裹著名為「芳子」的棉被生活，自稱患有「一旦與電子設備隔離就會死」的病，極度不擅長與女性對話。
與國木田獨步有十年以上的交情，關係密切。在偵探社任職期間，因經常在事務所茶水間裏鋪棉被居住，被戲稱為「茶水間的神明」。對穿著便服的「黑髮撫子」銀一見鍾情，委托偵探社調查對方的身份，雖然知道這份愛意不可能有結果，但還是向銀送出了情書，表達了自己的愛。
能力名：棉被
可以憑空操縱視野內的電子設備，處理速度是常人的數十倍。僅在精神極度放鬆時方可發動，通常需裏進棉被「芳子」中才能使用，國木田評價此能力「可與軍隊的網路戰部隊相媲美」。
原型為日本小說家田山花袋及其作品《棉被》。

### 港口黑手黨
港口黑手黨（Port Mafia），總部設置在日本橫濱，以港口作為勢力範圍的兇惡犯罪組織。擁有異能開業許可證，能夠以合法的方式開展活動，是橫濱的陰暗面本身，紮根於這座城市的政治經濟等各個領域。為「三刻構想」的「黑夜」部分。
芥川龍之介（Akutagawa Ryunosuke）
聲優：小野賢章，演員：橋本祥平
年齡：20，生日：3月1日，身高：172cm
港口黑手黨成員。
出身於貧民窟，在太宰治的勸誘下加入港口黑手黨。
能力名：羅生門
使外套變成黑獸，能夠撕裂一切事物，包括空間。
原型為日本小說家芥川龍之介及其作品《羅生門》。
中原中也（Nakahara Chuuya）
聲優：谷山紀章，演員：植田圭輔
年齡：22，生日：4月29日，身高：160cm，首次登場於漫畫第10話。
現為港口黑手黨五大幹部之一，為太宰治在港口黑手黨時期的搭檔，討厭並信任著對方，對彼此的想法和戰鬥習慣都了如指掌。長著一張眉清目秀的娃娃臉，被譽為港口黑手黨最強體術大師，森鷗外稱其為「足以完全粉碎偵探社的戰力」，在外界以「港黑重力使」的名號聞名，異能力者編號A5158。
原為自衛組織「羊」的首領，即「羊之王」，成為幹部前曾隸屬於尾崎紅葉直屬部隊。
國家異能實驗室的實驗體，荒霸吐的承載體與安全裝置，是會呼吸的天災，有脈搏的神明。
能力名：污濁了的憂傷之中
能操縱重力方向及強度，能在觸碰物件的瞬間發動。
異能力真實形態
污濁
「污濁」是中原中也的異能的第二形態。能透過蘭堂遺物「帽子」中附帶的「牧神」異能力金屬自主控制開啟「門」，啟動前需唸出指示式。一旦啟動，中也的意識會陷入沉睡，身體完全由異能主導，既無法控制，也無法自行解除，成為「重力子」的化身，化作這個世界的物理法則本身，不斷破壞萬物，直至死亡。目前唯一能夠中止「污濁」的方法是太宰治的異能力「人間失格」。為目前本作破壞力最大、代價最沉重的能力。
荒霸吐中也
為中原中也的異能的第三形態（不完全狀態），「門」開啟至更大時所顯現的姿態。形態上表現為背部長出兩根黑色重力制御棍，外型像一對翅膀，為「荒霸吐的獸尾」，全身佈滿紅色刻印。
荒霸吐
中原中也異能的真正形態，無需指示式，會從第二形態自然過渡至真正形態。
為仿照魔獸維吉爾的軍用人工異能計劃產物，屬於異能特異點。外觀為四腳著地行走的黑色野獸，以火為皮、以焰為尾，不存在情感波動，自身攜帶極高熱量，周圍空間因熱能而持續扭曲與變形，是超越物理法則的存在，只有尺寸和輪廓和人類相似。

原型為日本詩人中原中也及其詩歌《污濁了的憂傷之中》。
尾崎紅葉（Ozaki Kouyou，聲：小清水亞美，演員：夢月せら）
年齡：26，生日：1月10日，身高：171cm，首次登場於漫畫第17話。
港口黑手黨五大幹部之一，管理著拘問審訊部門。
能力名：金色夜叉
原型為日本小說家尾崎紅葉及其作品《金色夜叉》。
梶井基次郎（Kajii Motojirou，聲：羽多野涉，演員：正木航平）
樋口一葉（Higuchi Ichiyou，聲：瀨戶麻沙美，演員：平田裕香）
森鷗外（Mori Ougai）
聲優：宮本充，演員：窪寺昭→根本正勝
年齡：40，生日：2月17日，身高：175cm
現任港口黑手黨首領。
能力名：Vita Sexualis
可以根據自己的喜好，召喚出一名女性異能生命體。
原型為日本小說家森鷗外及其作品《Vita Sexualis》。
愛麗絲（Elise，聲：雨宫天，演員：大渕野々花）
夢野久作（Yumeno Kyusaku，聲：工藤晴香，演員：倉知あゆか）
織田作之助（Oda Sakunosuke，聲：諏訪部順一、上村祐翔〈少年〉，演員：谷口賢志）
蘭堂（Randou，聲：內田夕夜，演員：細貝圭）
保羅·魏爾倫（Paul Verlaine，演員：佐佐木喜英）
首次登場於太宰、中也、十五歲。
自稱中原中也的哥哥，擁有高超的暗殺能力，被尊稱為「暗殺王」，被譽為最接近「世界十七大惡人」的存在。
現為港口黑手黨五大幹部之一，對外被宣稱已死亡。目前被監禁在地下室，負責暗殺方面的培訓。
原為歐洲異能諜報處的成員。牧神所製造的軍用人工異能計劃產物「黑之十二號」，被「魏爾倫」從指示式解放出來後，親手殺死了牧神，和「魏爾倫」交換了姓名。
能力名：不明
可以自由操縱重力，使所有物理攻擊無效化。
異能力真實形態
獸性
魏爾倫異能力的第二形態，啟動需要唸出指示式，本人能自主選擇是否解除人格指示式。形態上表現為無視重力懸浮，皮膚浮出像古文字黑色刻印，發出咔嚓的聲音，周圍舞動著黑色的粒子，能投擲出把重力壓縮至極限的黑洞。
魔獸維吉爾
魏爾倫異能力的真正形態。

原型為法國詩人保羅·魏爾倫。
A（ACE，聲優：小野大輔）
首次登場於漫畫第42話。「A」並非本名，為賭徒時期的通稱。
前港口黑手黨五大幹部之一，賭徒出身。曾在黑手黨經營的賭場搗亂，透過繳納巨額款項而成為幹部，對組織毫無忠誠心。在五大幹部會議上，主動請纓對付費奧多爾·D，在與其進行紙牌對賭時落入陷阱，因誤信虛假情報，最終選擇自盡。
能力名：寶石王的失常
以消耗部下的壽命為代價，換取等價的寶石。僅限自願佩戴特殊項圈的部下才能成為能力的對象，項圈一旦佩戴便無法卸除。
業（Karma，聲：入野自由）
A的部下。
大佐
前港口黑手黨五大幹部之一，死於龍頭抗爭中的異能者連續自殺事件。

#### 黑蜥蝪
廣津柳浪（Hirotsu Riyurou，聲：斧篤志，演員：加藤ひろたか）
年齡：50，生日：7月15日，身高：178cm，首次登場於漫畫第5話。
港口黑手黨武鬥派「黑蜥蝪」的百人長。在先代首領時期就在黑手黨工作。
能力名：落椿
將指尖觸碰到的物體施加斥力彈飛。
原型為日本小說家廣津柳浪及其作品《落椿》。
立原道造（Tachihara Michizou，聲：林勇）
港口黑手黨武鬥派「黑蜥蝪」的十人長。
銀（Gin，聲：夏川椎菜，演員：紺野彩夏）
年齡：18，生日：2月4日，身高：170cm
港口黑手黨武鬥派「黑蜥蝪」的十人長，擅長暗殺。
出身於貧民窟，芥川龍之介的妹妹。
原型為芥川龍之介短篇小說《阿吟》中的角色。

#### 旗會
旗會（／，Flats），首次登場於STORM BRINGER，港口黑手黨內部的一個團體，成員皆為25歲以下，包括中原中也在內，共有六名成員。
鋼琴家（Piano Man，演員：加藤ひろたか）
港口黑手黨「旗會」的創立者和主導者，奉首領森鷗外之命，將中原中也招入旗會，並負責對其進行監視。被稱為最接近幹部的成員，是整個橫濱唯一能做出完美假鈔的人，對不夠完美的成品會棄之不管。武器為內藏碳鋼鋼琴線的電動卷線機。
信天翁（Albatross，演員：伊崎龍次郎）
港口黑手黨「旗會」成員，逃脫專家。
冷血（Ice Man，演員：黑須育海）
港口黑手黨「旗會」成員，殺手。
外科醫生（Doctor，演員：山中啓伍）
港口黑手黨「旗會」成員，負責統籌港口黑手黨的醫療業務，組織中最優秀的醫生。
發言人（Lipmann，演員:田淵累生）
港口黑手黨「旗會」成員，作為港口黑手黨的對外交涉窗口，負責與幌子公司、政府官員溝通，是代表黑手黨組織形象的發言人。反擊型異能力者。

### 異能特務科
異能特務科（／，Special Ability Department Ministry of Internal Affairs）隸屬於內務省的秘密組織，名義上並不存在。擁有處理難以公開的異能事件與異能者之特權，並允許成員運用異能以執行任務，負責蒐集與監控國內異能力者及其組織的情報，調解異能相關衝突事件。掌握著國內最強的對異能者制壓部隊。為「三刻構想」中的「白天」部分。
坂口安吾（Sakaguchi Ango，聲：福山潤，演員：荒木宏文）
種田山頭火（Taneda Santouka，聲：立木文彦，演員：熊野利哉）
辻村深月（女兒）（Tsujimura Mizuki，聲：高橋李依）
辻村深月（母親）（Tsujimura Mizuki）
村社八千代（Murakoso Yachiyo，聲：原優子）
青木卓一（Aoki Takuichi，聲：手塚弘道）

### 組合（Guild）
組合（／，Guild），以北美為據點的異能力者集團，其成員大多在財政界和軍閥中擔任要職，擁有龐大的資金實力和異能力，以陰陽詭計為手段而運作的祕密結社。
法蘭西斯·史考特·基·費茲傑羅（Francis Scott Key Fitzgerald，聲：櫻井孝宏，演員：君澤由紀）
露西·莫德·蒙哥馬利（Lucy Maud Montgomery，聲：花澤香菜，演員：伊麗莎白·瑪麗）
約翰·史坦貝克（John Steinbeck，聲：河西健吾，演員：川隅美慎）
霍華德·菲利普斯·洛夫克拉夫特（Howard Phillips Lovecraft，聲：武內駿輔，演員：村松洸希）
納撒尼爾·H（Nathaniel.H，聲：新垣樽助，演員：香取直登）
年齡：27，生日：7月4日，身高：188cm
紅字
可以將自己的血液變為聖潔的文字並進行操縱。
原型為美國小說家納撒尼爾·霍桑及其作品《红字》。
瑪格麗特·米契爾（Margaret Mitchell，聲：名塚佳織，演員：富樫世羅）
馬克·吐溫（Mark Twain，聲：吉野裕行）
赫爾曼·梅爾維爾（Herman Melville，聲：菅生隆之，演員：砂塚健斗）
埃德加·愛倫·坡（Edgar Allan Poe，聲：森川智之）
露意莎·梅·奧爾柯特（Louisa May Alcott，聲：植田光，演員：永田紗茅）
詹姆士·拉塞爾·洛威爾（James Russell Lowell，聲：德本英一郎）
T·J·艾克堡博士（Dr. T. J. Eckleburg，聲：平川大輔）

### 死屋之鼠
費奧多爾·D（Fyodor D.，聲：石田彰，演員：岸本勇太）
原型為俄羅斯小說家費奧多爾·米哈伊洛維奇·陀思妥耶夫斯基及其作品《罪与罚》。
亞歷山大·普希金（Aleksandr Pushkin，聲：桐井大介，演員：鹿野宗健）。
伊凡·岡察洛夫（Ivan Goncharov，聲：鳥海浩輔，演員：松田岳）
小栗蟲太郎（Oguri Mushitarou，聲：草尾毅）

### 獵犬
獵犬（／，Hunting Dogs），正式名稱為特殊鎮壓作戰部隊・甲分隊（特殊制圧作戦群・甲分隊），為軍警體系中最強的特殊部隊。由全國各部隊中精選出最頂尖的五人組成，被譽為傳說中的戰力。專門負責處理無法以常規法律裁決的異能犯罪事件，擅長鎮壓與暗殺高危的異能犯罪者，自成立以來未曾有任務失敗紀錄。全員皆接受過異能技師進行的生體改造手術，擁有遠超常人的身體能力。
福地櫻痴（Fukuchi Ouchi）
聲優：大塚明夫／浦和希〈少年〉
首次登場於漫畫第60話，獵犬的隊長。
能力名：鏡獅子
能將持有的武器性能增強至百倍。
原型為日本劇作家福地櫻痴及其作品《春興鏡獅子》。
大倉燁子（Okura Teruko，聲：小市眞琴）
年齡：12，生日：4月12日，身高：隨異能力變化。首次登場於漫畫第60話，獵犬的副隊長。
能力名：靈魂的喘息
可透過肢體接觸瞬間改變自己或他人的生理年齡。因其發動條件僅需觸碰，在近身戰中幾乎無敵。在進行拷問時，常將對象幼齡化或老化，使其陷入無力狀態，再進行施壓。
原型為日本小說家大倉燁子及其作品《靈魂的喘息》 。
末廣鐵腸（Suehiro Tetchou，聲：阿座上洋平）
條野採菊（Jouno Saigiku，聲：梶裕貴）
立原道造（Tachihara Michizou，聲：林勇 (日本)）

### 天人五衰
神威
費奧多爾·D
詳見#費奧多爾·D
尼古拉·果戈里（Nikolai Gogol，聲：子安武人）
西格瑪（Sigma，聲：千葉翔也）
伯蘭·史杜克（Bram Stoker，聲：津田健次郎）

### 鐘塔待從
阿加莎·C（Agatha.C，聲：坂本真綾（日本））
鐘塔待從的近衛騎士長。
能力名：無人生還
具體能力不明。
原型為英國小說家阿加莎·克里斯蒂及其作品《無人生還》。

### 其他
夏目漱石（Natsume Souseki）
聲優：大塚芳忠，演員：長江崚行
被福澤諭吉和森鷗外尊稱為「老師」，曾協助福澤取得異能開業許可證。為「三刻構想」的提出者，實現後選擇隱退。平日使用異能力化身為春野綺羅子的寵物「小咪」行動。
能力名：我是貓（わがはいはねこである）
可變化為三花貓，亦可恢復人形。據太宰治所述是「能洞察萬物的最強異能」，具體能力不明。
原型為日本小說家夏目漱石及其作品《我是猫》。
紀德（Gide，聲：三木真一郎，演員：林野健志）
年齡：32，身高：185cm
歐洲異能組織Mimic的首領。
能力名：窄門
原型為法國作家安德烈·紀德及其作品《窄門》。
澀澤龍彥（Shibusawa Tatsuhiko，聲：中井和哉（日本）；黃天佑（台灣），演員：村田充）
年齡：29，生日：5月8日，首次登場於DEAD APPLE。
外號「收藏家」，龍頭抗爭的主謀、異能力者連續自殺事件的嫌疑犯。
原型為日本小說家澀澤龍彥。
雪萊
首次登場於STORM BRINGER。仿生機器人亞當的製造者，擁有天才頭腦的少女。
原型為英國小說家瑪麗·沃斯通克拉夫特·葛德文·雪萊。
亞當
首次登場於STORM BRINGER。歐洲刑事警察機構的刑事執法用仿生機器人，型號為E98F7819-5。
原型為瑪麗·雪萊小說《科學怪人》中的角色。
綾辻行人（Ayatsuji Yukito，聲：佐佐木啓夫）
年齡：27，生日：12月23日，身高：179cm，首次登場於外傳綾辻行人VS.京極夏彥。
特一級危險異能力者，被稱為「殺人偵探」，被異能特務科監視。喜歡收集人偶。
能力名：Another
凡是被他看穿真相的殺人事件，可以無視一切因果，兇手必定意外死亡。
原型為日本小說家綾辻行人及其作品《Another》。
京極夏彥（Kyougoku Natsuhiko，聲：淺科准平）
被稱為「妖術師」。
能力名：天降邪魔
能透過賦予對象「憑物」的方式，逐步扭曲其精神，使其墮入邪惡，具一定的詛咒性質。據綾辻行人所述是「操控精神的異能」。
原型為日本小說家京极夏彦及其作品《百鬼夜行》。
上田秋成（Ueda Akinari）
首次登場於漫畫第123話。
能力名： 雨月物語
原型為日本作家上田秋成及其作品《雨月物語》。
H·G·威爾斯（H. G. Wells）
異能技師，對特異點武器殼的製作者。在製作殼後便銷聲匿跡。
儒勒·加布里耶·凡爾納（Jules Gabriel Verne）
加布（Gab）
尼莫（Nemo）
院長（聲：中博史）
幸田文（Kouda Aya，聲：壽美菜子）
桂正作（Katsura Shousaku，聲：森田成一）
首次登場於第二季 OVA。原為在校學生，兩年前曾私自製造非法炸藥並企圖炸毀校舍，未遂後遭國木田獨步舉報並被捕。於 OVA 中，為了引出國木田而策劃街頭爆炸事件，並試圖破壞列車軌道，意圖動搖國木田的信念，最終計畫失敗。
原型為國木田獨步小說《非凡的凡人》中的角色。
佐佐城信子（Sasaki Nobuko，聲：小林沙苗）
首次登場於太宰治的入試測試。大學教授，專業為社會心理學。遊客連續失蹤事件的第十二位被害者。「蒼色旗幟恐攻事件」幕後黑手「蒼王」的戀人、「蒼之使徒事件」的策劃者。
原型為國木田獨步的第一任妻子佐佐城信子。
田口六藏（Taguchi Rokuzou，聲：石川界人）
白瀨撫一郎
柚杏

## 用語
異能力
異能力的產生原因沒有人知道，甚至連異能者本人也不清楚它的運作原理。
- 根據N所述，可得知異能力遵循四個定律 [38]
  - 人類以外的生命體（如植物或猿猴）不具有異能力。
  - 一個人持有的異能力，只有與生俱來的一種。
  - 異能者死了，基本上異能力就消失了。
  - 異能力輸出有極限，不存在輸出程度能把地球瞬間燃燒殆盡的單一異能。

特異點 
為複數異能現象相互干擾所產生的結果。無法歸類於任何原本異能者的能力範疇，而是在干擾中誕生的高層級異能現象。特異點並不存在異能力輸出極限，是無所不能的存在。這種超乎常識的現象，被稱為異能現象中的謬誤。
殼（Shell）
由異能技師H·G·威爾斯所製作的對特異點武器。以使用者為中心，燒毀範圍為半徑二十二碼，內部溫度高達6000攝氏度，相當於太陽表面，可將包括特異點與周邊生命體在內的一切物質完全等離子化。該武器對特異點生命體無效。

## 出版書籍

### 漫畫
| 卷數 | 角川書店                      | 角川書店                                                          | 四季出版社                  | 四季出版社                                                        | 天闻角川      | 天闻角川               |
| 卷數 | 發售日期                      | ISBN                                                              | 發售日期                    | ISBN                                                              | 發售日期      | ISBN                   |
| ---- | ----------------------------- | ----------------------------------------------------------------- | --------------------------- | ----------------------------------------------------------------- | ------------- | ---------------------- |
| 1    | 2013年4月2日                  | ISBN 978-4-04-120673-7                                            | 2014年12月4日               | ISBN 978-986-5686-22-2                                            | 2020年4月     | ISBN 978-7-5133-3982-7 |
| 2    | 2013年8月1日                  | ISBN 978-4-04-120835-9                                            | 2015年1月21日               | ISBN 978-986-5686-27-7                                            | 2020年4月     | ISBN 978-7-5133-3982-7 |
| 3    | 2013年12月4日                 | ISBN 978-4-04-120952-3                                            | 2015年6月4日                | ISBN 978-986-5686-42-0                                            | 2020年5月     | ISBN 978-7-5133-4001-4 |
| 4    | 2014年4月4日                  | ISBN 978-4-04-121093-2                                            | 2015年8月12日               | ISBN 978-986-5686-50-5                                            | 2020年5月     | ISBN 978-7-5133-4001-4 |
| 5    | 2014年8月4日                  | ISBN 978-4-04-101539-1                                            | 2015年9月17日               | ISBN 978-986-5686-61-1                                            | 2020年6月     | ISBN 978-7-5133-4044-1 |
| 6    | 2014年12月4日                 | ISBN 978-4-04-101540-7                                            | 2015年10月29日              | ISBN 978-986-5686-69-7（通常版） ISBN 978-986-5686-72-7（特裝版） | 2020年6月     | ISBN 978-7-5133-4044-1 |
| 7    | 2015年5月2日                  | ISBN 978-4-04-102915-2                                            | 2015年11月26日              | ISBN 978-986-5686-73-4                                            | 2020年9月     | ISBN 978-7-5133-4134-9 |
| 8    | 2015年9月4日                  | ISBN 978-4-04-102916-9                                            | 2015年12月16日              | ISBN 978-986-5686-79-6                                            | 2020年9月     | ISBN 978-7-5133-4134-9 |
| 9    | 2015年12月29日 2015年12月26日 | ISBN 978-4-04-102917-6（通常版） ISBN 978-4-04-103333-3（特裝版） | 2016年4月6日 2016年3月25日  | ISBN 978-986-5686-91-8（通常版） ISBN 978-986-5686-92-5（特裝版） | 2020年11月    | ISBN 978-7-5133-4165-3 |
| 10   | 2016年6月4日                  | ISBN 978-4-04-104283-0                                            | 2016年9月28日               | ISBN 978-986-9312-67-7                                            | 2020年11月    | ISBN 978-7-5133-4165-3 |
| 11   | 2016年10月4日                 | ISBN 978-4-04-104286-1                                            | 2017年1月23日 2017年1月19日 | ISBN 978-986-9398-46-6（通常版） ISBN 978-986-9398-47-3（特裝版） | 2020年12月    | ISBN 978-7-5133-4262-9 |
| 12   | 2017年4月4日                  | ISBN 978-4-04-104287-8                                            | 2017年8月10日               | ISBN 978-986-9433-89-1                                            | 2020年12月    | ISBN 978-7-5133-4262-9 |
| 13   | 2017年8月3日 2017年8月4日     | ISBN 978-4-04-105041-5（通常版） ISBN 978-4-04-105042-2（限定版） | 2018年1月31日               | ISBN 978-986-9547-54-3                                            | 2021年1月     | ISBN 978-7-5133-4283-4 |
| 14   | 2017年12月4日                 | ISBN 978-4-04-106394-1                                            | 2018年6月21日 2018年5月30日 | ISBN 978-957-8661-02-8（通常版） ISBN 978-957-8661-03-5（特裝版） | 2021年1月     | ISBN 978-7-5133-4283-4 |
| 15   | 2018年6月4日                  | ISBN 978-4-041-06935-6                                            | 2020年6月3日                | ISBN 978-957-8661-35-6                                            | 2021年5月     | ISBN 978-7-5140-2227-8 |
| 16   | 2018年12月4日                 | ISBN 978-4-04-106936-3（通常版） ISBN 978-4-041-07310-0（限定版） | 2023年6月21日               | ISBN 978-957-8661-48-6                                            | 2021年5月     | ISBN 978-7-5140-2227-8 |
| 17   | 2019年5月1日                  | ISBN 978-4-04-108133-4                                            | 2023年6月21日               | ISBN 978-957-8661-49-3                                            | 2021年8月20日 | ISBN 978-7-5140-2243-8 |
| 18   | 2019年12月28日                | ISBN 978-4-04-108133-4                                            | 2025年8月13日               | ISBN 978-957-8661-65-3                                            | 2021年8月20日 | ISBN 978-7-5140-2243-8 |
| 19   | 2020年7月3日                  | ISBN 978-4-04-109470-9                                            |                             |                                                                   | 2021年12月5日 | ISBN 978-7-5140-2312-1 |
| 20   | 2020年12月4日                 | ISBN 978-4-04-109471-6                                            |                             |                                                                   | 2021年12月5日 | ISBN 978-7-5140-2312-1 |
| 21   | 2021年8月3日                  | ISBN 978-4-04-111355-4                                            |                             |                                                                   | 2022年11月1日 | ISBN 978-7-5140-2516-3 |
| 22   | 2022年3月4日                  | ISBN 978-4-04-112192-4                                            |                             |                                                                   | 2022年11月1日 | ISBN 978-7-5140-2516-3 |
| 23   | 2022年12月28日                | ISBN 978-4-04-112864-0                                            |                             |                                                                   | 2023年8月     | ISBN 978-7-5140-2661-0 |
| 24   | 2023年9月4日                  | ISBN 978-4-04-113910-3                                            |                             |                                                                   |               | ISBN 978-7-5740-1779-5 |
| 25   | 2024年6月4日                  | ISBN 978-4-04-115002-3                                            |                             |                                                                   |               |                        |
| 26   | 2025年2月4日                  | ISBN 978-4-04-115937-8                                            |                             |                                                                   |               |                        |

- 《文豪Stray dogs DEAD APPLE》作畫：銃爺

| 卷數 | 角川書店      | 角川書店               | Phoenix Next   | Phoenix Next                    | 台灣角川      | 台灣角川               | 天闻角川      | 天闻角川               |
| 卷數 | 發售日期      | ISBN                   | 發售日期       | ISBN                            | 發售日期      | ISBN                   | 發售日期      | ISBN                   |
| ---- | ------------- | ---------------------- | -------------- | ------------------------------- | ------------- | ---------------------- | ------------- | ---------------------- |
| 1    | 2018年3月10日 | ISBN 978-4-04-106554-9 | 2018年11月14日 | ISBN 978-616-46404-2-9          | 2019年4月3日  | ISBN 978-957-564-892-3 | 2021年7月20日 | ISBN 978-7-5133-4560-6 |
| 1    | 2018年3月10日 | ISBN 978-4-04-106554-9 | 2024年10月8日  | ISBN 978-616-59980-7-9(修訂版)  | 2019年4月3日  | ISBN 978-957-564-892-3 | 2021年7月20日 | ISBN 978-7-5133-4560-6 |
| 2    | 2019年5月2日  | ISBN 978-4-04-107290-5 | 2024年10月8日  | ISBN 978-616-59980-8-6 (修訂版) | 2020年1月8日  | ISBN 978-9-57-743476-0 | 2021年7月20日 | ISBN 978-7-5133-4560-6 |
| 3    | 2021年3月4日  | ISBN 978-4-04-107291-2 | 2023年6月22日  | ISBN 978-616-59912-1-6          | 2021年9月13日 | ISBN 978-9-86-524745-4 | 2021年12月1日 | ISBN 978-7-5140-2291-9 |
| 4    | 2023年8月4日  | ISBN 978-4-04-112383-6 | 2024年4月12日  | ISBN 978-616-59954-7-4          |               |                        | 2025年1月27日 | ISBN 978-7-5133-5813-2 |

- 《文豪Stray dogs外傳 綾辻行人VS.京極夏彥》作畫：泳與

| 卷數 | 角川書店      | 角川書店               | 台灣角川      | 台灣角川               | 天闻角川      | 天闻角川               |
| 卷數 | 發售日期      | ISBN                   | 發售日期      | ISBN                   | 發售日期      | ISBN                   |
| ---- | ------------- | ---------------------- | ------------- | ---------------------- | ------------- | ---------------------- |
| 1    | 2018年12月4日 | ISBN 978-4-04-106940-0 | 2019年10月3日 | ISBN 978-957-743-313-8 | 2021年8月20日 | ISBN 978-7-5133-4603-0 |
| 2    | 2022年3月4日  | ISBN 978-4-04-112270-9 | 2023年6月26日 | ISBN 978-626-352-610-5 |               |                        |

#### BEAST
《文豪Stray dogs BEAST》（文豪ストレイドッグス BEAST）由星河師走作畫的漫畫，講述了一個平行世界的故事。在《月刊少年ACE》2020年2月號開始連載，2022年3號完結，共連載22話。
| 卷數 | 角川書店      | 角川書店               | Phoenix Next   | Phoenix Next           | 天闻角川  | 天闻角川               |
| 卷數 | 發售日期      | ISBN                   | 發售日期       | ISBN                   | 發售日期  | ISBN                   |
| ---- | ------------- | ---------------------- | -------------- | ---------------------- | --------- | ---------------------- |
| 1    | 2020年7月3日  | ISBN 978-4-04-109448-8 | 2024年8月20日  | ISBN 978-616-59972-1-8 | 2025年5月 | ISBN 978-7-5702-3442-4 |
| 2    | 2020年12月4日 | ISBN 978-4-04-109449-5 | 2024年9月17日  | ISBN 978-616-59976-4-5 | 2025年5月 | ISBN 978-7-5702-3442-4 |
| 3    | 2021年8月3日  | ISBN 978-4-04-111382-0 | 2024年10月21日 | ISBN 978-616-59981-4-7 |           |                        |
| 4    | 2022年2月26日 | ISBN 978-4-04-112027-9 | 2024年11月26日 | ISBN 978-616-59989-0-1 |           |                        |

#### 太宰、中也、十五歳
《文豪Stray dogs 太宰、中也、十五歳》（文豪ストレイドッグス 太宰、中也、十五歳），由星河師走作畫的漫畫，講述太宰治與中原中也這對被稱為「雙黑」的搭檔，其相遇與過去的起始故事。在《月刊少年ACE》2022年11月號開始連載，2024年10號完結，共連載23話。
| 卷數 | 角川書店      | 角川書店               | 天闻角川      | 天闻角川               | Phoenix Next  | Phoenix Next           |
| 卷數 | 發售日期      | ISBN                   | 發售日期      | ISBN                   | 發售日期      | ISBN                   |
| ---- | ------------- | ---------------------- | ------------- | ---------------------- | ------------- | ---------------------- |
| 1    | 2023年2月3日  | ISBN 978-4-04-112027-9 | 2024年1月1日  | ISBN 978-7-5740-0791-8 | 2025年3月24日 | ISBN 978-616-62405-1-1 |
| 2    | 2023年8月4日  | ISBN 978-4-04-113918-9 | 2024年10月1日 | ISBN 978-7-5740-1278-3 | 2025年3月24日 | ISBN 978-616-62405-2-8 |
| 3    | 2024年3月4日  | ISBN 978-4-04-114545-6 | 2025年6月     | ISBN 978-7-5740-1626-2 |               |                        |
| 4    | 2024年10月4日 | ISBN 978-4-04-115595-0 |               |                        |               |                        |

#### STORM BRINGER
《文豪Stray dogs STORM BRINGER》（文豪ストレイドッグス STORM BRINGER），由星河師走作畫的漫畫，講述了在荒霸吐事件後，「雙黑」在十六歳的故事。在《月刊少年ACE》2025年3月號開始連載。

#### 探偵社設立秘話
《文豪Stray dogs 探偵社設立秘話》（文豪ストレイドッグス 探偵社設立秘話），由安達知里作畫的漫畫，講述了武裝偵探社起源的故事。在《Young Ace》2025年4月號開始連載。

### 小說
| 卷數 | 標題               | 角川書店       | 角川書店               | 四季出版社     | 四季出版社             | 天闻角川     | 天闻角川               | Phoenix Next   | Phoenix Next           |
| 卷數 | 標題               | 發售日期       | ISBN                   | 發售日期       | ISBN                   | 發售日期     | ISBN                   | 發售日期       | ISBN                   |
| ---- | ------------------ | -------------- | ---------------------- | -------------- | ---------------------- | ------------ | ---------------------- | -------------- | ---------------------- |
| 1    |                    | 2014年4月1日   | ISBN 978-4-04-101312-0 | 2015年8月12日  | ISBN 978-986-5686-54-3 | 2016年6月    | ISBN 978-7-5490-1056-1 | 2018年11月14日 | ISBN 978-616-92763-2-6 |
| 2    |                    | 2014年8月1日   | ISBN 978-4-04-101713-5 | 2015年11月26日 | ISBN 978-986-5686-76-5 | 2016年10月   | ISBN 978-7-5168-0887-0 | 2018年11月14日 | ISBN 978-616-81052-8-3 |
| 3    |                    | 2015年5月1日   | ISBN 978-4-04-102332-7 | 2016年1月27日  | ISBN 978-986-5686-85-7 | 2017年1月    | ISBN 978-7-5168-1253-2 | 2018年11月14日 | ISBN 978-616-81056-3-4 |
| 外傳 |                    | 2016年1月30日  | ISBN 978-4-04-103730-0 | 2016年7月6日   | ISBN 978-986-9312-63-9 | 2019年5月1日 | ISBN 978-7-5133-3553-9 |                |                        |
| 4    | 55Minutes          | 2016年10月1日  | ISBN 978-4-04-104049-2 | 2017年6月22日  | ISBN 978-986-9398-48-0 | 2018年7月    | ISBN 978-7-5145-1290-8 | 2018年11月14日 | ISBN 978-616-46400-3-0 |
| 5    | BEAST              | 2019年4月1日   | ISBN 978-4-04-107570-8 | 2023年10月13日 | ISBN 978-9-57-866145-5 | 2020年11月   | ISBN 978-7-5133-4164-6 | 2023年11月13日 | ISBN 978-616-59933-2-6 |
| 6    | 太宰、中也、十五歳 | 2019年8月1日   | ISBN 978-4-04-107879-2 |                |                        | 2020年11月   | ISBN 978-7-5133-4201-8 | 2024年3月22日  | ISBN 978-616-59949-0-3 |
| 7    | STORM BRINGER      | 2021年2月27日  | ISBN 978-4-04-108517-2 |                |                        | 2023年1月    | ISBN 978-7-5360-9802-2 | 2025年1月24日  | ISBN 978-616-59998-6-1 |
| 8    |                    | 2023年12月28日 | ISBN 978-4-04-114491-6 |                |                        |              |                        |                |                        |

### 公式書
收錄電視動畫詳細設定介紹的官方指南。
| 卷數 | 標題                            | 角川書店      | 角川書店               | 四季出版社    | 四季出版社         |
| 卷數 | 標題                            | 發售日期      | ISBN                   | 發售日期      | ISBN               |
| ---- | ------------------------------- | ------------- | ---------------------- | ------------- | ------------------ |
| 1    | 文豪Stray Dogs動畫公式集 開化錄 | 2016年9月17日 | ISBN 978-4-04-104870-2 | 2019年7月31日 | ISBN 9789578661257 |
| 2    | 文豪Stray Dogs動畫公式集 深化錄 | 2017年4月4日  | ISBN 978-4-04-105298-3 | 2019年9月26日 | ISBN 9789578661264 |
| 3    |                                 | 2018年4月3日  | ISBN 978-4-04-106695-9 |               |                    |
| 4    |                                 | 2024年2月13日 | ISBN 978-4-04-114521-0 |               |                    |

官方文学便览
由佐柄瑞樹執筆，用於介紹文豪的真實原型及其作品。
| 卷數 | 標題                    | 角川書店       | 角川書店               | 天闻角川      | 天闻角川               |
| 卷數 | 標題                    | 發售日期       | ISBN                   | 發售日期      | ISBN                   |
| ---- | ----------------------- | -------------- | ---------------------- | ------------- | ---------------------- |
| 1    | 文豪野犬 : 官方文学便览 | 2016年12月21日 | ISBN 978-4-04-601772-7 | 2022年10月5日 | ISBN 978-7-5145-1977-8 |

### 畫集
收錄春河35為《文豪野犬》所創作的插畫，包括未公開插圖及創作時的感受。
|      | 角川書店       | 角川書店               | 四季出版社    | 四季出版社             | 天闻角川  | 天闻角川               |
| 標題 | 發售日期       | ISBN                   | 發售日期      | ISBN                   | 發售日期  | ISBN                   |
| ---- | -------------- | ---------------------- | ------------- | ---------------------- | --------- | ---------------------- |
|      | 2016年11月4日  | ISBN 978-4-04-104860-3 | 2017年8月10日 | ISBN 978-4-04-105541-0 | 2021年3月 | ISBN 978-7-5133-4342-8 |
|      | 2025年03月10日 | ISBN 978-4-04-115938-5 |               |                        |           |                        |

版權畫集
收錄電視動畫、動畫雜誌、聯動商品等所繪制的插圖。
| 卷數 | 標題                     | 角川書店       | 角川書店               | 天闻角川      | 天闻角川               |
| 卷數 | 標題                     | 發售日期       | ISBN                   | 發售日期      | ISBN                   |
| ---- | ------------------------ | -------------- | ---------------------- | ------------- | ---------------------- |
| 1    | 文豪野犬版權畫集1 –光芒– | 2019年12月20日 | ISBN 978-4-04-108837-1 | 2021年7月20日 | ISBN 978-7-5140-2239-1 |
| 2    | 文豪野犬版權畫集2 –月虹– | 2019年12月20日 | ISBN 978-4-04-108838-8 | 2021年7月20日 | ISBN 978-7-5140-2240-7 |

### 合作・聯名商品
為紀念電視動畫《文豪野犬》播出，角川文庫於2016年起推出聯名企劃，推出以動畫角色為封面設計的特別版本，向原作文豪致敬。。
| 標題 | 作者（文豪） | 角川文库               |
| 標題 | 作者（文豪） | ISBN                   |
| ---- | ------------ | ---------------------- |
|      | 中島敦       | ISBN 978-4-04-110302-9 |
|      | 太宰治       | ISBN 978-4-04-109912-4 |
|      | 芥川龍之介   | ISBN 978-4-04-103315-9 |
|      | 國木田獨步   | ISBN 978-4-04-103721-8 |
|      | 江戶川亂步   | ISBN 978-4-04-103713-3 |
|      | 中原中也     | ISBN 978-4-04-104914-3 |
|      | 谷崎潤一郎   | ISBN 978-4-04-400078-3 |
|      | 織田作之助   | ISBN 978-4-04-104913-6 |
|      | 坂口安吾     | ISBN 978-4-04-110020-2 |
|      | 太宰治       | ISBN 978-4-04-109914-8 |
|      | 與謝野晶子   | ISBN 978-4-04-400285-5 |
|      | 澀澤龍彥     | ISBN 978-4-04-106606-5 |
|      | 宮澤賢治     | ISBN 978-4-04-104002-7 |
|      | 泉鏡花       | ISBN 978-4-04-100849-2 |
|      | 福澤諭吉     | ISBN 978-4-04-307303-0 |
|      | 森鷗外       | ISBN 978-4-04-100843-0 |
|      | 中島敦       | ISBN 978-4-04-110902-1 |
|      | 芥川龍之介   | ISBN 978-4-04-110979-3 |
|      | 宮澤賢治     | ISBN 978-4-04-104009-6 |
|      | 夢野久作     | ISBN 978-4-04-103315-9 |
|      | 江戶川亂步   | ISBN 978-4-04-113221-0 |
|      | 小栗蟲太郎   | ISBN 978-4-04-113224-1 |
|      | 坂口安吾     | ISBN 978-4-04-114315-5 |
|      | 立原道造     | ISBN 978-4-04-114329-2 |
|      | 小栗蟲太郎   | ISBN 978-4-04-115667-4 |
|      | 横溝正史     | ISBN 978-4-04-130403-7 |

## 衍生作品

### 漫畫
《文豪Stray Dogs 汪！》，由金井猫作畫的漫畫，為官方衍生搞笑作品，以本作的角色為基礎，以可愛的、縮小畫風（デフォルメ）呈現。於2015年12月22日在《Young Ace UP》開始連載。
| 卷數 | 角川書店       | 角川書店               | 四季出版社     | 四季出版社             | 天闻角川       | 天闻角川               |
| 卷數 | 發售日期       | ISBN                   | 發售日期       | ISBN                   | 發售日期       | ISBN                   |
| ---- | -------------- | ---------------------- | -------------- | ---------------------- | -------------- | ---------------------- |
| 1    | 2016年10月4日  | ISBN 978-4-04-104806-1 | 2017年9月28日  | ISBN 978-986-950-685-4 | 2021年4月      | ISBN 978-7-5133-4402-9 |
| 2    | 2017年4月4日   | ISBN 978-4-04-105542-7 | 2017年10月26日 | ISBN 978-986-954-750-5 | 2021年4月      | ISBN 978-7-5133-4402-9 |
| 3    | 2017年9月4日   | ISBN 978-4-04-106090-2 | 2023年5月24日  | ISBN 978-957-866-146-2 | 2021年7月20日  | ISBN 978-7-5140-2242-1 |
| 4    | 2018年6月4日   | ISBN 978-4-04-106939-4 | 2023年5月24日  | ISBN 978-957-866-147-9 | 2021年7月20日  | ISBN 978-7-5140-2242-1 |
| 5    | 2019年5月1日   | ISBN 978-4-04-108127-3 |                |                        | 2021年11月5日  | ISBN 978-7-5140-2278-0 |
| 6    | 2019年12月28日 | ISBN 978-4-04-108128-0 |                |                        | 2021年11月5日  | ISBN 978-7-5140-2278-0 |
| 7    | 2020年12月28日 | ISBN 978-4-04-110928-1 |                |                        | 2021年12月5日  | ISBN 978-7-5140-2298-8 |
| 8    | 2021年1月26日  | ISBN 978-4-04-110927-4 |                |                        | 2021年12月5日  | ISBN 978-7-5140-2298-8 |
| 9    | 2022年3月4日   | ISBN 978-4-04-110927-4 |                |                        | 2022年9月5日   | ISBN 978-7-5140-2488-3 |
| 10   | 2022年12月28日 | ISBN 978-4-04-112861-9 |                |                        | 2023年10月20日 | ISBN 978-7-5140-2662-7 |
| 11   | 2023年9月4日   | ISBN 978-4-04-113904-2 |                |                        |                |                        |
| 12   | 2024年6月4日   | ISBN 978-4-04-114996-6 |                |                        |                |                        |
| 13   | 2025年2月4日   | ISBN 978-4-04-115795-4 |                |                        |                |                        |

### 小說
改編自劇場版動畫《文豪野犬 DEAD APPLE》，由岩畑宏執筆、封面與插圖由銃爺繪製的作品。
| 卷數 | 標題       | 角川書店      | 角川書店               | Phoenix Next   | Phoenix Next           | 天闻角川  | 天闻角川               | 四季出版社    | 四季出版社             |
| 卷數 | 標題       | 發售日期      | ISBN                   | 發售日期       | ISBN                   | 發售日期  | ISBN                   | 發售日期      | ISBN                   |
| ---- | ---------- | ------------- | ---------------------- | -------------- | ---------------------- | --------- | ---------------------- | ------------- | ---------------------- |
| 1    | DEAD APPLE | 2018年3月10日 | ISBN 978-4-04-106535-8 | 2018年11月15日 | ISBN 978-616-46408-1-8 | 2020年6月 | ISBN 978-7-5133-4042-7 | 2021年5月26日 | ISBN 978-9-57-866137-0 |

### 官方精選漫畫集
為官方授權的衍生作品，以本作角色為基礎，由多位插畫家共同創作，描繪角色們在日常生活中發生的趣事。
| 標題                      | 角川書店      | 角川書店               | 四季出版社    | 四季出版社             | 天闻角川   | 天闻角川               |
| 標題                      | 發售日期      | ISBN                   | 發售日期      | ISBN                   | 發售日期   | ISBN                   |
| ------------------------- | ------------- | ---------------------- | ------------- | ---------------------- | ---------- | ---------------------- |
|                           | 2016年11月4日 | ISBN 978-4-04-104862-7 | 2017年7月26日 | ISBN 978-986-947-979-0 | 2023年     | ISBN 978-7-5140-2657-3 |
|                           | 2017年5月2日  | ISBN 978-4-04-105541-0 | 2018年8月29日 | ISBN 978-957-866-111-0 | 2023年12月 | ISBN 978-7-5140-2656-6 |
|                           | 2018年3月10日 | ISBN 978-4-04-106708-6 | 2021年4月26日 | ISBN 978-957-866-139-4 | 2024年1月  | ISBN 978-7-5140-2658-0 |
| 文豪野犬官方精選漫畫集 曉 | 2019年4月4日  | ISBN 978-4-04-108129-7 |               |                        | 2024年1月  | ISBN 978-7-5140-2659-7 |
| 文豪野犬官方精選漫畫集 奏 | 2023年2月3日  | ISBN 978-4-04-113167-1 |               |                        | 2024年2月  | ISBN 978-7-5140-2660-3 |

## 電視動畫

### 文豪Stray Dogs
2015年8月宣布決定製作電視動畫，第1季於2016年4月至6月播出，第2季於2016年10月至12月播出，第3季於2019年4月至6月播出，第4季於2023年1月至3月播出。第五季於2023年7月播出。

#### 製作人員
- 原作：朝霧カフカ、春河35
- 導演：五十嵐卓哉
- 系列構成、劇本：榎戶洋司
- 角色設計：新井伸浩
- 機械設計：片貝文洋
- 道具設計、副角色設計：
- 總作畫監督：新井伸浩、菅野宏紀
- 美術監督：近藤由美子
- 色彩設計：後藤由香里
- 3DCG監督：太田光希（第1、2期）、安東容太（第3期）
- 攝影監督：神林剛
- 編輯：西山茂
- 音響監督：若林和弘
- 音樂：岩崎琢
- 音響製作：Glovision
- 音樂製作人：吉江輝成
- 製作人：倉兼千晶、田村淳一郎
- 動畫製作人：鈴木麻里
- 動畫製作：BONES
- 製作：文豪Stray Dogs製作委員會

#### 主題曲
片頭曲
TRASH CANDY（第1－12、25話）
作詞：谷山紀章，作曲、編曲：飯塚昌明，主唱：GRANRODEO
Reason Living（第13－24話）
作詞：松井洋平，作曲、編曲：太田雅友，主唱：SCREEN mode
第13話作為片尾曲使用。
（第26－27、29－37話）
作詞：谷山紀章，作曲、編曲：飯塚昌明，主唱：GRANRODEO
第26話作為片尾曲使用。
TRUE STORY（第38－50話）
作詞：松井洋平，作曲、編曲：太田雅友，主唱：SCREEN mode
（第51－61話）
作詞：谷山紀章，作曲、編曲：飯塚昌明，主唱：GRANRODEO
第53話作為片尾曲使用。
片尾曲
（第1－12、24－25話）
作詞、作曲：PON，編曲、主唱：Luck Life
（第14－23話）
作詞、作曲：PON，編曲、主唱：Luck Life
第24話作為插曲使用。
Lily（第27－37話）
作詞、作曲：PON，編曲：本間昭光、Luck Life，主唱：Luck Life
（第38－50話）
作詞、作曲：PON，編曲、主唱：Luck Life
（第51－61話）
作詞、作曲：PON，編曲、主唱：Luck Life
插入曲
WRIGHT LEFT（第37話）
作詞：松井洋平，作曲、編曲：太田雅友，主唱：SCREEN mode

#### 各話列表
| 話數                         | 日文標題 | 中文標題                                       | 分鏡                 | 演出                                  | 作畫監督 |
| 第一季                       | 第一季   | 第一季                                         | 第一季               | 第一季                                | 第一季 |
| ---------------------------- | -------- | ---------------------------------------------- | -------------------- | ------------------------------------- | --- |
| 第1話                        |          | 塞翁失虎焉知非福                               | 五十嵐卓哉           | 五十嵐卓哉                            | 菅野宏紀 |
| 第2話                        |          | 某個炸彈                                       | 五十嵐卓哉           | 佐藤育郎                              | 德岡紘平 |
| 第3話                        |          | 橫濱 黑手黨 天堂                               | 吉田泰三             | 米田和弘                              | 西島翔平、塚本知代美 |
| 第4話                        |          | 命運論者的悲哀                                 | 福田道生             | 山岸大悟                              | 石野聰 |
| 第5話                        |          | D大街的謀殺                                    | 池添隆博             | 池下博紀                              | 下條祐未 |
| 第6話                        |          | 蒼之使徒                                       | 五十嵐卓哉           | 淺井義之                              | 服部聰志 |
| 第7話                        |          | 深愛名為理想的疾病                             | 五十嵐卓哉           | 佐藤育郎                              | 德岡紘平 |
| 第8話                        |          | 先殺別人後葬自己                               | 池添隆博             | 米田和弘                              | 西島翔平、菅野宏紀、塚本知代美 |
| 第9話                        |          | 美人無聲靜如石像                               | 吉田泰三             | 池下博紀                              | 下條祐未 |
| 第10話                       |          | 羅生門與虎                                     | 池添隆博             | 山岸大悟                              | 石野聰 |
| 第11話                       |          | 其一 那份不適合她的職業其二 有頂天偵探社       | 吉田泰三             | 森川沙耶香                            | 菅野宏紀 |
| 第12話                       |          | 儘管倒退的潮流把我們推向往日歲月               | 池添隆博             | 佐藤育郎                              | 德岡紘平 |
| 第二季：「黑之時代」篇       |          |                                                |                      |                                       | |
| 第13話                       |          | 黑之時代                                       | 五十嵐卓哉           | 淺井義之                              | 服部聰志 |
| 第14話                       |          | 回不去的地方                                   | 五十嵐卓哉           | 池下博紀                              | 下條祐未 |
| 第15話                       |          | 終有一日在那能望海的房間                       | 五十嵐卓哉           | 佐藤育郎                              | 菅野宏紀 |
| 第16話                       |          | 文豪野犬                                       | 五十嵐卓哉           | 淺井義之                              | 服部聰志、德岡紘平 |
| 第二季                       |          |                                                |                      |                                       | |
| 第17話                       |          | 三社鼎立                                       | 山本秀世             | 森川沙耶香                            | 伊藤嘉之、出雲譽明 |
| 第18話                       |          | 衝突的戰略                                     | 吉田泰三             | 矢野孝典                              | 菅野宏紀、服部聰志、荻野美希 |
| 第19話                       |          | Will of Tycoon                                 | 淺井義之             | 佐藤育郎                              | 徳岡紘平 |
| 第20話                       |          | 即使頭腦出錯                                   | 内海紘子             | 森川沙耶香                            | 服部聰志、荻野美希、宗崎暢芳 |
| 第21話                       |          | 雙黑                                           | 吉田泰三             | 矢野孝典                              | 菅野宏紀、飯山菜保子、鈴木勇 |
| 第22話                       |          | 其一「坡與亂步」其二「去往天之海的白鯨之存在」 | 福田道生             | 安齋剛文                              | 長谷部敦志、出雲譽明 宗崎暢芳、齊藤惠、日野貴史                                                                                   |
| 第23話                       |          | 羅生門與虎與最後的大亨                         | 福田道生             | 佐藤育郎                              | 徳岡紘平、荻野美希、服部聰志 |
| 第24話                       |          | 如果今天放下重擔就好的話                       | 五十嵐卓哉           | 五十嵐卓哉                            | 菅野宏紀、飯山奈保子 宗崎暢芳、出雲譽明 鈴木勇、徳岡紘平、新井伸浩                                                                |
| 第25話 （OVA）               |          | 獨自前行                                       | 内海紘子             | 佐藤育郎                              | 徳岡紘平、服部聰志 |
| 第三季：「十五歲」篇         |          |                                                |                      |                                       | |
| 第26話                       |          | 太宰、中也、十五歲                             | 五十嵐卓哉           | 佐藤育郎                              | 徳岡紘平、服部聰志 |
| 第27話                       |          | 荒神在此                                       | 五十嵐卓哉           | 蓮井隆弘                              | 萩野美希、細川修平 |
| 第28話                       |          | 鑽石只能用鑽石來打磨                           | 五十嵐卓哉           | 佐藤育郎                              | 徳岡紘平、服部聰志、菅野宏紀 |
| 第三季                       |          |                                                |                      |                                       | |
| 第29話                       |          | 咎戒乃神的職責                                 | 福田道生             | 千葉大輔                              | 荻野美希、細川修平 |
| 第30話                       |          | Slap the Stick ＆ Addict                       | 蓮井隆弘             | 蓮井隆弘                              | 荒木彌緒、網嵜涼子 小田真弓、武佐友紀子                                                                                           |
| 第31話                       |          | 其一 黑路麗斯！其二 父親的肖像                 | 淺井義之             | 淺井義之                              | 徳岡紘平、服部聰志、菅野宏紀 |
| 第32話                       |          | 費茲傑羅·重振雄風                              | 福田道生             | 佐藤育郎                              | 細川修平、荻野美希 武佐友紀子、荒木彌緒                                                                                           |
| 第33話                       |          | 假面的暗殺者                                   | 淺井義之             | 千葉大輔                              | 阿部愛由美、小田真弓 服部聰志、菅野宏紀                                                                                           |
| 第34話                       |          | 共喰（其一）                                   | 吉田泰三             | 矢野孝典                              | 徳岡紘平、飯山菜保子 荻野美希、細川修平、荒木彌緒                                                                                 |
| 第35話                       |          | 共喰（其二）                                   | 蓮井隆弘             | 蓮井隆弘                              | 阿部愛由美、菅野宏紀 古賀美裕紀、徳岡紘平 高野恵子、小田真弓、服部聰志                                                            |
| 第36話                       |          | 共喰（其三）                                   | 淺井義之             | 佐藤育郎                              | 阿部愛由美、荒木彌緒、飯山奈保子 荻野美希、細川修平、武佐友紀子                                                                   |
| 第37話                       |          | 迴響（ECHO）                                   | 五十嵐卓哉           | 五十嵐卓哉                            | 徳岡紘平、服部聰志、荻野美希 細川修平、荒木彌緒、飯山奈保子 古賀美裕紀、阿部愛由美 菅野宏紀、新井伸浩                             |
| 第四季：「偵探社創立密史」篇 |          |                                                |                      |                                       | |
| 第38話                       |          | 孤劍士與名偵探                                 | 五十嵐卓哉           | 山本貴之                              | 荒木彌緒、德岡紘平 |
| 第39話                       |          | 白日皆夢幻，黑夜方現實                         | 五十嵐卓哉           | 大橋明代                              | 菅野宏紀、細川修平 |
| 第40話                       |          | 偵探社設立逸聞                                 | 五十嵐卓哉           | 森川沙耶香                            | 荒木彌緒、德岡紘平 細川修平、小田真弓                                                                                             |
| 第四季                       |          |                                                |                      |                                       | |
| 第41話                       |          | 完美兇殺與兇手（其一）                         | 淺井義之             | 高田昌豊                              | 服部聰志、下條祐未、菅野宏紀 |
| 第42話                       |          | 完美兇殺與兇手（其二）                         | 吉田泰三             | 矢野孝典                              | 飯山菜保子、網崎涼子、細川修平 |
| 第43話                       |          | 悲劇的星期天                                   | 淺井義之             | 山本貴之                              | 荒木彌緒、德岡紘平 |
| 第44話                       |          | 犬猎犬                                         | 淺井義之             | 森公太                                | 阿部爱由美、菅野宏纪 |
| 第45話                       |          | 你亦是罪人，我亦是罪人                         | 原博                 | 大橋明代                              | 服部聰志、細川修平 |
| 第46話                       |          | 夢蝶                                           | 田村耕太郎           | 森川沙耶香                            | 飯山菜保子、下條祐未 菅野宏紀、阿部愛由美、服部聰志                                                                               |
| 第47話                       |          | 無翼者的悲哀                                   | 吉田泰三             | 矢野孝典                              | 細川修平、荻野美希 網崎涼子、荒木彌緒                                                                                             |
| 第48話                       |          | 越獄記                                         | 田村耕太郎           | 高田昌豐                              | 伊藤嘉之、德岡紘平、永野裕大 |
| 第49話                       |          | 文豪獵犬                                       | 堀元宣               | 山本貴之                              | 阿部愛由美、服部聰志 菅野宏紀、細川修平                                                                                           |
| 第50話                       |          | 天際墜落                                       | 田村耕太郎           | 矢野孝典、蓮井隆弘                    | 荒木彌緒、下條祐未 飯山菜保子、細川修平                                                                                           |
| 第五季                       |          |                                                |                      |                                       | |
| 第51話                       |          | 最強的男人                                     | 吉田泰三             | 伊藤慎之助                            | 伊藤嘉之 阿部愛由美、永野裕大 |
| 第52話                       |          | 一切的答案                                     | 五十嵐卓哉、高田昌豐 | 大橋明代                              | 飯山菜保子 菅野宏紀、下條祐未 |
| 第53話                       |          | 英雄VS.罪犯                                    | 五十嵐卓哉           | 五十嵐卓哉                            | 荒木彌緒 阿部愛由美、伊藤嘉之 |
| 第54話                       |          | 英雄戰爭，幫派戰爭                             | 蓮井隆弘             | 永富浩司                              | 久保奈都美、工藤糸織 諸葛子敬、周昊 中尾彩香、宇佐美翔平、藤川良子                                                                |
| 第55話                       |          | 在機場（其一）                                 | 吉田泰三             | 山本貴之                              | 飯山菜保子、阿部愛由美 菅野宏紀、永野裕大                                                                                         |
| 第56話                       |          | 在機場（其二）                                 | 鴨井知世             | 矢野孝典                              | 荒木彌緒 長谷部敦志、伊藤嘉之 |
| 第57話                       |          | 在机场（其三）                                 | 博多正壽             | 伊藤慎之助                            | 阿部愛由美、菅野宏紀 下條祐未、村井孝司 小平佳幸、小森高博                                                                        |
| 第58話                       |          | 人外魔境（其一）                               | 森公太               | 森公太                                | 伊藤嘉之、飯山菜保子 永野裕大、網崎涼子 加藤美穗、長谷部敦志 川上暢彥、山口杏奈                                                   |
| 第59話                       |          | 人外魔境（其二）                               | 大橋明代             | 山本貴之                              | 伊藤嘉之、永野裕大 阿部愛由美、荒木彌緒 菅野宏紀、飯山菜保子 長谷部敦志、小森高博                                                 |
| 第60話                       |          | 人外魔境（其三）                               | 鴨居知世             | 矢野孝典、鴨居知世                    | 菅野宏紀、阿部愛由美 長谷部敦志、川上暢彥 荒木彌緒、森島范子 下條祐未、永野裕大 小森高博、德岡紘平 新井伸浩、飯山菜保子、吉田功介 |
| 第61話                       |          | 黃昏之別離                                     | 淺井義之、五十嵐卓哉 | 山本貴之、永富浩司 伊藤慎之助、森公太 | 荒木彌緒、飯山菜保子 永野裕大、網崎涼子 菅野宏紀、下條祐未 阿部愛由美、德岡紘平、新井伸浩                                         |

#### 獲得獎項
- NEWTYPE動畫大賞2018-2019 動畫第三季 獲 TV動畫 第二名[47]

### 文豪Stray Dogs 汪！

#### 製作人員
- 原作：朝霧卡夫卡
- 漫畫：金井貓
- 角色原案：春河35
- 監督：菊池聰延
- 系列構成：筆安一幸
- 角色設計：代見裕美
- 色彩設計：佐佐木梓
- 攝影監督：小川克人
- 美術監督：一色美緒
- 編集：武宮睦美
- 音樂：岩崎琢
- 音樂製作：Lantis
- 音響監督：若林和弘
- 製作人：倉兼千晶、石橋颯平、有水宗治郎、木村學、長谷川嘉範、隈元優介、佐藤圭介
- 動畫製作人：鈴木麻里、大澤明彥
- 動畫製作：BONES、NOMAD
- 製作：文豪Stray Dogs 汪！製作委員會

#### 主題曲
片尾曲
（第1－10、12話）
作詞、作曲：PON，編曲：脇真富，主唱：中島敦（上村祐翔）
（第11話）
作詞、作曲：PON，編曲、主唱：Luck Life
插入曲
TRASH CANDY（第6話）
作詞：谷山紀章，作曲、編曲：飯塚昌明，主唱：GRANRODEO
（第9話）
作詞：加藤還一，作曲、編曲：岩崎琢，主唱：中島敦（上村祐翔）

#### 各話列表
| 話數     | 故事 | 日文標題 | 中文標題                   | 劇本     | 分鏡       | 演出       | 作畫監督                   |
| -------- | ---- | -------- | -------------------------- | -------- | ---------- | ---------- | -------------------------- |
| 第1汪！  | 1    |          | 文豪野犬REAL               | 筆安一幸 | 菊池聰延   | 菊池聰延   | 山本真嗣                   |
| 第1汪！  | 2    |          | 儲物櫃裡有甚麼呢？         | 筆安一幸 | 菊池聰延   | 菊池聰延   | 山本真嗣                   |
| 第1汪！  | 3    |          | 合不上拍的溝通             | 筆安一幸 | 菊池聰延   | 菊池聰延   | 山本真嗣                   |
| 第2汪！  | 4    |          | 去賞花吧！                 | 筆安一幸 | 菊池聰延   | 菊池聰延   | 山本真嗣                   |
| 第2汪！  | 5    |          | 去澡堂吧！                 | 筆安一幸 | 菊池聰延   | 菊池聰延   | 山本真嗣                   |
| 第3汪！  | 6    |          | 跑腿大作戰                 | 加藤還一 | 加藤涼     | 加藤涼     | 北原章雄 山本真嗣 新村杏子 |
| 第3汪！  | 7    |          | 鏡花撿到的小東西           | 加藤還一 | 加藤涼     | 加藤涼     | 北原章雄 山本真嗣 新村杏子 |
| 第3汪！  | 8    |          | 亂步先生乖巧的一天         | 加藤還一 | 加藤涼     | 加藤涼     | 北原章雄 山本真嗣 新村杏子 |
| 第4汪！  | 9    |          | 芥川的跑腿任務             | 加藤還一 | 加藤涼     | 加藤涼     | Han Younghoon              |
| 第4汪！  | 10   |          | 不殺先生的黑手黨           | 加藤還一 | 加藤涼     | 加藤涼     | Han Younghoon              |
| 第4汪！  | 11   |          | 和他組隊～認真篇～         | 加藤還一 | 加藤涼     | 加藤涼     | Han Younghoon              |
| 第5汪！  | 12   |          | 太宰·中也 14歲（中二病）   | 岡田邦彥 | 佐佐木達也 | 佐佐木達也 | 山本真嗣                   |
| 第5汪！  | 13   |          | 某個橫濱的一日             | 岡田邦彥 | 佐佐木達也 | 佐佐木達也 | 山本真嗣                   |
| 第5汪！  | 14   |          | 少年與幼犬                 | 岡田邦彥 | 佐佐木達也 | 佐佐木達也 | 山本真嗣                   |
| 第6汪！  | 15   |          | 擔驚受怕的太宰先生         | 加藤還一 | 菊池聰延   | 菊池聰延   | 代見裕美                   |
| 第6汪！  | 16   |          | 說完一百個故事後           | 加藤還一 | 菊池聰延   | 菊池聰延   | 代見裕美                   |
| 第6汪！  | 17   |          | 請幫忙擴散！武裝偵探社！   | 加藤還一 | 菊池聰延   | 菊池聰延   | 代見裕美                   |
| 第7汪！  | 18   |          | 文野托兒所！               | 守護音美 | 佐佐木達也 | 佐佐木達也 | 山口菜                     |
| 第8汪！  | 19   |          | 加油 樋口！                | 守護音美 | 加藤涼     | 加藤涼     | 新村杏子 渡部由紀子 加野晃 |
| 第8汪！  | 20   |          | 鐵路會永遠延伸下去         | 守護音美 | 加藤涼     | 加藤涼     | 新村杏子 渡部由紀子 加野晃 |
| 第8汪！  | 21   |          | 替身嗷嗚嗷嗚大作戰         | 守護音美 | 加藤涼     | 加藤涼     | 新村杏子 渡部由紀子 加野晃 |
| 第9汪！  | 22   |          | 與謝野醫師粗心大意忘了東西 | 加藤還一 | 加藤涼     | 中川聰     | 大豆一博                   |
| 第9汪！  | 23   |          | 蝦尾的其他用途             | 加藤還一 | 加藤涼     | 中川聰     | 大豆一博                   |
| 第9汪！  | 24   |          | 我在畫正在畫我的你         | 加藤還一 | 加藤涼     | 中川聰     | 大豆一博                   |
| 第10汪！ | 25   |          | 與白虎一起做關東煮         | 守護音美 | 菊池聰延   | 佐佐木達也 | 山本真嗣 杉山直輝 山口菜   |
| 第10汪！ | 26   |          | 電梯驚魂                   | 守護音美 | 菊池聰延   | 佐佐木達也 | 山本真嗣 杉山直輝 山口菜   |
| 第10汪！ | 27   |          | 武裝偵探社一起去納涼       | 守護音美 | 菊池聰延   | 佐佐木達也 | 山本真嗣 杉山直輝 山口菜   |
| 第11汪！ | 28   |          | 黑之時代篇                 |          | 菊池聰延   | 菊池聰延   | 西村彩                     |
| 第12汪！ | 29   |          | 互換靈魂劇場               | 筆安一幸 | 菊池聰延   | 菊池聰延   | 代見裕美 山本真嗣          |
| 第12汪！ | 30   |          | 我的寶物                   | 筆安一幸 | 菊池聰延   | 菊池聰延   | 代見裕美 山本真嗣          |
| 第12汪！ | 31   |          | 中島敦的策劃               | 筆安一幸 | 菊池聰延   | 菊池聰延   | 代見裕美 山本真嗣          |

## 電影動畫
於2017年6月19日宣布決定製作電影版文豪野犬 DEAD APPLE，於2018年3月3日在日本上映，台灣於2018年5月4日上映，香港於2018年5月10日上映，均由曼迪代理。

### 配音人員
- 中島敦：上村祐翔（台灣配音：賈文安）
- 太宰治：宮野真守
- 泉鏡花：諸星堇（台灣配音：張乃文）
- 芥川龍之介：小野賢章
- 中原中也：谷山紀章
- 澀澤龍彥：中井和哉（台灣配音：黃天佑）
- 費奧多爾·D：石田彰
- 福澤諭吉：小山力也
- 國木田獨步：細谷佳正（台灣配音：王辰驊）
- 江戶川亂步：神谷浩史（台灣配音：蔣鐵城）
- 谷崎潤一郎：豊永利行
- 谷崎奈緒美：小見川千明
- 與謝野晶子：嶋村侑（台灣配音：楊詩穎）
- 宮澤賢治：花倉洸幸（台灣配音：喬資淯）
- 森鷗外：宮本充
- 愛麗絲：雨宮天
- 坂口安吾：福山潤
- 辻󠄁村 深月：高橋李依
- 青木 卓一：手塚弘道
- 村社八千代：原優子
- 鏡花母親：中村千繪
- 院長：中博史
- 女性職員：東內麻里子
- 阿嘉莎·C：坂本真綾
- 織田作之助：諏訪部順一

### 製作人員
- 監督 - 五十嵐卓哉
- 脚本 - 榎戸洋司
- 角色設計・總作画監督 - 新井伸浩
- 效果作画監督 - 橋本敬史
- 鎗器設計 - 片貝文洋
- 結構設計 - 金田尚美
- 副角色設計 - 菅野宏紀
- 美術監督 - 近藤由美子
- 美術監督補佐 - 熊野はつみ
- 色彩設計 - 後藤ゆかり
- 撮影監督 - 神林剛
- 編集 - 西山茂
- 音響監督 - 若林和弘
- 音楽 - 岩崎琢
- 音響制作 - Glovision
- 動畫制作 - BONES
- 配給 - 角川映画/角川ANIMATION
- 製作 - 文豪ストレイドッグス DA 製作委員会

### 主題曲
- 片頭曲Deadly Drive

作詞：谷山紀章，作曲：飯塚昌明，主唱：GRANRODEO
- 片尾曲「僕ら」

作詞、作曲：PON，主唱：Luck Life
- 插入曲Reason Living

作詞：松井洋平，作曲：太田雅友，主唱：SCREEN mode

### 獲得獎項
- NEWTYPE動畫大賞2017-2018 獲 劇場版作品第一名[48]

## 真人舞台劇

### 公演列表
舞台「文豪野犬」
第一彈公演。2017年2月19日，於見面會發表舞台劇計劃，2017年12月在橫濱、2018年1月在大阪和2018年2月在東京上演。
舞台「文豪野犬 黑之時代」
第二彈公演。2018年2月4日，於『舞台 文豪野犬』發表第二彈舞台劇計劃，並於2018年9月在東京，2018年10月在大阪上演。
舞台「文豪野犬 三社鼎立」
第三彈公演。2018年1月14日，於『舞台 文豪野犬 黑之時代』發表第三彈舞台劇計劃，並於2019年6月在岩手、福岡、愛知和大阪，2019年7月在東京上演。
舞台「文豪野犬 序」偵探社設立秘話・太宰治的入社試驗
第四彈公演。2020年3月7日，於『舞台 文豪野犬 三社鼎立 生特番』發表第四彈舞台劇計劃，並於2020年9月在東京上演，本作為首次兩作同步上演。
舞台「文豪野犬 DEAD APPLE」
第五彈公演。2021年4月在大阪及東京上演。
舞台「文豪野犬 太宰、中也、十五歳」
第六彈公演。於『舞台 文豪Stray Dogs DEAD APPLE』發表第六彈舞台劇計劃，並於2021年10月在大阪及東京上演。
舞台「文豪野犬 STORM BRINGER」
第七彈公演。於『舞台 文豪Stray Dogs 太宰、中也、十五歳』發表第七彈舞台劇計劃，並於2022年6、7月在大阪及東京上演。
舞台「文豪野犬 共喰」
終幕公演。於『舞台 文豪Stray Dogs STORM BRINGER』發表終幕舞台劇計劃，並於2023年6、7月在大阪及東京上演。

### 演員列表
| 文豪野犬系列舞台劇角色陣容變遷 | 文豪野犬系列舞台劇角色陣容變遷 | 文豪野犬系列舞台劇角色陣容變遷 | 文豪野犬系列舞台劇角色陣容變遷 | 文豪野犬系列舞台劇角色陣容變遷 | 文豪野犬系列舞台劇角色陣容變遷 | 文豪野犬系列舞台劇角色陣容變遷 | 文豪野犬系列舞台劇角色陣容變遷 | 文豪野犬系列舞台劇角色陣容變遷 | 文豪野犬系列舞台劇角色陣容變遷 |
|                                | 第一彈「文豪野犬」             | 第二彈「黑之時代」             | 第三彈「三社鼎立」             | 第四彈「序-偵探社設立秘話」    | 第四彈「序-太宰治入社試驗」    | 第五彈「DEAD APPLE」           | 第六彈「太宰、中也、十五歳」   | 第七彈「STORM BRINGER」        | 終幕「共喰」                   |
| 武裝偵探社                     | 武裝偵探社                     | 武裝偵探社                     | 武裝偵探社                     | 武裝偵探社                     | 武裝偵探社                     | 武裝偵探社                     | 武裝偵探社                     | 武裝偵探社                     | 武裝偵探社                     |
| ------------------------------ | ------------------------------ | ------------------------------ | ------------------------------ | ------------------------------ | ------------------------------ | ------------------------------ | ------------------------------ | ------------------------------ | ------------------------------ |
| 中島敦                         | 鳥越裕貴                       |                                | 鳥越裕貴                       |                                |                                | 鳥越裕貴                       |                                |                                | 鳥越裕貴                       |
| 太宰治                         | 多和田秀彌                     | 多和田秀彌                     | 多和田任益更                   |                                | 多和田任益                     | 田淵累生                       | 田淵累生                       | 田淵累生                       | 田淵累生                       |
| 國木田獨步                     | 輝馬                           |                                | 輝馬                           |                                | 輝馬                           | 輝馬聲                         |                                |                                | 輝馬                           |
| 江戶川亂步                     | 長江崚行                       | 長江崚行                       | 長江崚行                       | 長江崚行                       | 長江崚行聲                     | 長江崚行聲                     |                                |                                | 長江崚行                       |
| 與謝野晶子                     | 今村美歩                       |                                | 廣川碧更                       |                                |                                | 廣川碧聲                       |                                |                                | 廣川碧                         |
| 宮澤賢治                       | 堀之内仁                       |                                | 堀之内仁                       |                                |                                | 堀之内仁聲                     |                                |                                | 堀之内仁                       |
| 谷崎潤一郎                     | 桑野晃輔                       |                                | 桑野晃輔                       |                                |                                | 桑野晃輔聲                     |                                |                                | 桑野晃輔                       |
| 谷崎奈緒美                     | 齋藤明里                       |                                | 齋藤明里                       |                                |                                | 齋藤明里聲                     |                                |                                | 齋藤明里                       |
| 泉鏡花                         | 桑江咲菜                       |                                | 桑江咲菜                       |                                |                                | 桑江咲菜                       |                                |                                | 桑江咲菜                       |
| 福澤諭吉                       |                                |                                | 和泉宗兵                       | 和泉宗兵                       | 和泉宗兵聲                     | 和泉宗兵聲                     |                                |                                | 和泉宗兵                       |
| 田山花袋                       |                                |                                |                                |                                |                                |                                |                                |                                | 大石樹                         |
| 港口黑手黨                     |                                |                                |                                |                                |                                |                                |                                |                                |                                |
| 芥川龍之介                     | 橋本祥平                       | 橋本祥平聲                     | 橋本祥平                       |                                | 橋本祥平聲                     | 橋本祥平                       |                                | 橋本祥平聲                     | 橋本祥平                       |
| 中原中也                       | 植田圭輔                       |                                | 植田圭輔                       |                                |                                | 植田圭輔                       | 植田圭輔                       | 植田圭輔                       | 植田圭輔                       |
| 梶井基次郎                     | 正木航平                       |                                | 正木航平                       |                                |                                |                                |                                |                                | 正木航平                       |
| 樋口一葉                       | 平田裕香                       |                                |                                |                                |                                |                                |                                |                                |                                |
| 森鷗外                         |                                | 窪寺昭                         | 窪寺昭                         |                                |                                |                                | 根本正勝                       | 根本正勝                       | 根本正勝                       |
| 愛麗絲                         |                                | 大渕野々花                     |                                |                                |                                |                                |                                |                                | 大渕野々花聲                   |
| 廣津柳浪                       |                                | 加藤ひろたか                   |                                |                                |                                |                                | 加藤ひろたか                   | 加藤ひろたか                   | 加藤ひろたか聲                 |
| 織田作之助                     |                                | 谷口賢志                       |                                | 鳥越裕貴（少年時期）聲         |                                | 谷口賢志聲                     |                                |                                |                                |
| 夢野久作                       |                                |                                | 倉知あゆか                     |                                |                                |                                |                                |                                |                                |
| 尾崎紅葉                       |                                |                                | 夢月せら                       |                                |                                |                                | 夢月せら                       |                                | 夢月せら                       |
| 蘭堂                           |                                |                                |                                |                                |                                |                                | 細貝圭                         | 細貝圭聲                       |                                |
| 保爾·魏爾倫                    |                                |                                |                                |                                |                                |                                |                                | 佐佐木喜英                     | 佐佐木喜英聲                   |
| 鋼琴家                         |                                |                                |                                |                                |                                |                                |                                | 加藤ひろたか                   | 加藤ひろたか聲                 |
| 信天翁                         |                                |                                |                                |                                |                                |                                |                                | 伊崎龍次郎                     | 伊崎龍次郎聲                   |
| 發言人                         |                                |                                |                                |                                |                                |                                |                                | 田淵累生                       | 田淵累生聲                     |
| 外科醫生                       |                                |                                |                                |                                |                                |                                |                                | 山中啓伍                       | 山中啓伍聲                     |
| 冷血                           |                                |                                |                                |                                |                                |                                |                                | 黑須育海                       | 黑須育海聲                     |
| 組合                           |                                |                                |                                |                                |                                |                                |                                |                                |                                |
| 法蘭西斯·F                     |                                |                                | 君澤由紀                       |                                |                                |                                |                                |                                | 君澤由紀                       |
| 約翰·S                         |                                |                                | 川隅美慎                       |                                |                                |                                |                                |                                |                                |
| 洛夫克拉夫特                   |                                |                                | 村松洸希                       |                                |                                |                                |                                |                                |                                |
| 納撒尼爾·H                     |                                |                                | 香取直登                       |                                |                                |                                |                                |                                | 香取直登                       |
| 赫爾曼·M                       |                                |                                | 砂塚健斗                       |                                |                                |                                |                                |                                |                                |
| 露西·M                         |                                |                                | 伊麗莎白·瑪麗                  |                                |                                |                                |                                |                                | 伊麗莎白·瑪麗                  |
| 瑪格麗特·M                     |                                |                                | 富樫世羅                       |                                |                                |                                |                                |                                |                                |
| 露意莎·A                       |                                |                                | 永田紗茅                       |                                |                                |                                |                                |                                | 永田紗茅                       |
| 異能特務科                     |                                |                                |                                |                                |                                |                                |                                |                                |                                |
| 坂口安吾                       |                                | 荒木宏文                       |                                |                                |                                | 荒木宏文影                     |                                |                                |                                |
| 種田山頭火                     |                                | 熊野利哉                       |                                |                                |                                |                                |                                |                                |                                |
| 死屋之鼠                       |                                |                                |                                |                                |                                |                                |                                |                                |                                |
| 費奧多爾·D                     |                                |                                |                                |                                |                                | 岸本勇太                       |                                |                                | 岸本勇太                       |
| 伊凡·G                         |                                |                                |                                |                                |                                |                                |                                |                                | 松田岳                         |
| A·普希金                       |                                |                                |                                |                                |                                |                                |                                |                                | 鹿野宗健                       |
| 其他                           |                                |                                |                                |                                |                                |                                |                                |                                |                                |
| 夏目漱石                       |                                | 長江崚行                       |                                |                                |                                |                                |                                |                                |                                |
| 紀德                           |                                | 林野健志                       |                                |                                |                                |                                |                                |                                |                                |
| 澀澤龍彥                       |                                |                                |                                |                                |                                | 村田充                         |                                |                                |                                |
| 白瀨                           |                                |                                |                                |                                |                                |                                | 伊崎龍次郎                     | 伊崎龍次郎                     |                                |
| 亞當·佛蘭肯斯坦                |                                |                                |                                |                                |                                |                                |                                | 磯野大                         |                                |
| N                              |                                |                                |                                |                                |                                |                                |                                | 久保田悠來                     |                                |

- 伴舞團：

第1彈：岡村樹、帶金遼太、ジントク、鈴木凌平、伊麗莎白·瑪麗、栗原沙也加、竹井未來望
第2彈：岡村樹、田中博士、中村理、二ノ戶新太、伊麗莎白·瑪麗、小林らら、長岡ありさ、山本華
第3彈：岡村樹、田中博士、二ノ戶新太、碧さやか、小林らら、鈴木彩乃、長岡ありさ、山本華
第4彈：大石樹、岡村樹、山中啓伍、有光麻緒、小笠原美優、小野塚茉央、原田理央、美守桃
第5彈：大石樹、岡村樹、山中啓伍、有光麻緒、浦島優奈、小野塚茉央、小林らら、美守桃
第6彈：大石樹、大津朝陽、岡村樹、山中啓伍、有光麻緒、窪田夏朋、美守桃、望月さあや
第7彈：岡村樹、黑須育海、山中啓伍、小林らら、美守桃、よし乃
第8彈：岡村樹、山中啓伍、小林らら、美守桃、よし乃

### 製作人員
- 原作：

第1、3、8彈：電視動畫「文豪野犬」第1、2、3季
第2彈：角川文庫「文豪野犬 太宰治と黒の時代」
第4彈：角川文庫「文豪野犬 探偵社設立秘話」、角川文庫「文豪野犬 太宰治の入社試験」
第5彈：劇場版「文豪野犬 DEAD APPLE」
第6彈：角川文庫「文豪野犬 太宰、中也、十五歳」
第7彈：角川文庫「文豪野犬 STORM BRINGER」
- 演出：中屋敷法仁
- 劇本：御笠之忠次（第1〜3彈）→中屋敷法仁（第4彈）→中屋敷法仁、內田裕基（第5彈）→中屋敷法仁（第6〜8彈）
- 謝幕曲：GRANRODEOPassion（第7彈）
- 協力：朝霧卡夫卡・春河35
- 制作：BANDAI NAMCO/GORCH BROTHERS

## 真人電影
《文豪Stray Dogs 劇場版 BEAST》是於2022年1月7日上映的日本電影。
改編自小說《BEAST》，演員全數沿用舞台劇《文豪野犬 共喰》的陣容。本作描繪了一個「中島敦與芥川龍之介所屬組織顛倒」的平行世界故事，在電影的結局中添加了由原作者朝霧卡夫卡為中原中也和費奧多爾·D的加筆劇情。

### 演員
參考資料：
- 芥川龍之介：橋本祥平（台灣配音：王辰驊）
- 中島敦：鳥越裕貴（台灣配音：賈文安）
- 織田作之助：谷口賢志（台灣配音：黃天佑）
- 太宰治：田淵累生（台灣配音：蔣鐵城）
- 銀：紺野彩夏（台灣配音：張乃文）
- 泉鏡花：桑江咲菜（台灣配音：張乃文）
- 中原中也：植田圭輔（台灣配音：黃天佑）
- 國木田獨步：輝馬（台灣配音：王辰驊）
- 江戶川亂步：長江崚行（台灣配音：蔣鐵城）
- 谷崎潤一郎：桑野晃輔（台灣配音：喬資淯）
- 宮澤賢治：堀之内仁（台灣配音：喬資淯）
- 與謝野晶子：廣川碧（台灣配音：楊詩穎）
- 谷崎奈緒美：齋藤明里（台灣配音：楊詩穎）
- 澀澤龍彥：村田充
- 費奧多爾·D：岸本勇太（台灣配音：喬資淯）
- 坂口安吾：荒木宏文（台灣配音：喬資淯）
- 孤兒院院長：南圭介（台灣配音：王辰驊）

### 工作人員
- 原作：角川ビーンズ文庫文豪Stray Dogs BEAST
- 導演：坂本浩一
- 劇本：朝霧卡夫卡
- 音樂：岩崎琢
- 主題曲：GRANRODEO時計回りのトルク
- 插曲：SCREEN modeReason Living、Lucky Life名前を呼ぶよ
- 發行商：KADOKAWA
- 製片商：ダブル・フィールド
- 製作：「文豪Stray Dogs 劇場版 BEAST」製作委員會（KADOKAWA、バンダイナムコライブクリエイティブ、バンダイナムコアーツ、ムービック、ゴーチ・ブラザーズ、ボンズ）

## 電子遊戲
《文豪Stray Dogs 迷犬怪奇譚》（文豪ストレイドッグス 迷ヰ犬怪奇譚；）由AMBITION營運開發，以彈珠消除、卡片養成的方式遊玩。劇情主要基於電視動畫的內容，並加入部分原創劇情。同時，遊戲中還收錄了由原作者朝霧卡夫卡親自撰寫的劇情，包括《龍頭抗爭》（DEAD APPLE前日譚）、《綾辻行人VS.京極夏彦 前日譚 Happy Birthday》等。
| 平台        | 伺服器     | 發行時間       | 停服時間      | 備註                    |
| ----------- | ---------- | -------------- | ------------- | ----------------------- |
| iOS/Android | 日服       | 2017年12月14日 |               |                         |
| iOS/Android | 美服       | 2018年11月17日 |               | 由Crunchyroll Games代理 |
| iOS/Android | 繁中服     | 2018年11月30日 | 2024年8月29日 | [ 57 ] [ 58 ]           |
| iOS/Android | 簡中測試服 | 2019年8月22日  | 2022年4月29日 | 不刪檔，正在等待版號    |

《學園文豪 Stray Dogs》（學園文豪ストレイドッグス）由 NextNinja 營運開發，預計於 2025 年11月在日本推出。

## 外部連結
- 漫画・小説
  - 『文豪ストレイドッグス』朝霧カフカ・春河35 | 角川書店 | KADOKAWA （页面存档备份，存于）
  - 文豪ストレイドッグス公式的X（前Twitter）
  - 新刊JP 新刊ラジオ第1849回 「文豪ストレイドッグス外伝 綾辻行人VS.京極夏彦」 （页面存档备份，存于）
- 动画・游戏
  - アニメ『文豪ストレイドッグス』公式サイト（第1期&第2期） （页面存档备份，存于）
  - アニメ『文豪ストレイドッグス』公式サイト（第3期） （页面存档备份，存于）
  - アニメ『文豪ストレイドッグス』公式サイト（新シーズン） （页面存档备份，存于）
  - TVアニメ「文豪ストレイドッグス わん！」公式サイト （页面存档备份，存于）
  - 映画「文豪ストレイドッグス DEAD APPLE（デッドアップル）」公式サイト （页面存档备份，存于）
  - アニメ「文豪ストレイドッグス」公式的X（前Twitter）
  - スマートフォンアプリ『文豪ストレイドッグス 迷ヰ犬怪奇譚』公式サイト （页面存档备份，存于）
  - ゲーム 文豪ストレイドッグス迷ヰ犬怪奇譚的X（前Twitter）
- 真人作品
  - 舞台「文豪ストレイドッグス」公式サイト （页面存档备份，存于）
  - 舞台「文豪ストレイドッグス 黒の時代」公式サイト （页面存档备份，存于）
  - 舞台「文豪ストレイドッグス 三社鼎立」公式サイト （页面存档备份，存于）
  - 舞台「文豪ストレイドッグス」公式的X（前Twitter）
  - 映画「文豪ストレイドッグス BEAST」公式サイト （页面存档备份，存于）
  - 「映画 文豪ストレイドッグス BEAST」公式的X（前Twitter）